# Teología queer

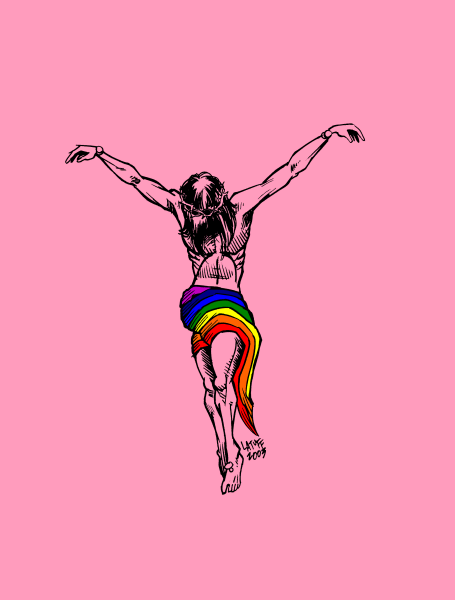
Cristo gay por Carlos Latuff

La teología queer es un corriente teológica que se ha desarrollado a partir del enfoque filosófico de la teoría queer, construido sobre estudiosos como Michel Foucault, Gayle Rubin, Eve Kosofsky Sedgwick y Judith Butler. La teología queer se apoya en el principio de que la diversidad de géneros y orientaciones sexuales ha estado siempre presente en la historia humana, incluida la Biblia. En un momento estuvo separado en dos teologías separadas; teología gay y teología lesbiana. Más tarde, los dos se fusionarían para convertirse en el término más inclusivo de teología queer. Mientras algunos estudiosos vinculan la teología queer a la cristología, otros señalan que se trata de una alabanza al dios bisexual Baphomet, vinculado al cristianismo europeo medieval, como símbolo de la unión entre ambos sexos como la etapa superior del ser humano; antes que una identificación con el cuerpo de Cristo.

## Terminología
El término queer puede entenderse dentro de la teoría queer como que abarca uno de los tres significados: como un término general, como acción transgresora y como borrar límites. Sobre la base de estos tres significados de queer, la teología queer puede entenderse como:
1. Teología realizada por y para personas LGBTQI (lesbianas, gays, bisexuales, transgénero, homosexuales e intersexuales) centrándose en sus necesidades específicas.
2. Teología que se opone deliberadamente a las normas sociales y culturales con respecto al género y la sexualidad. Busca desenterrar voces ocultas o perspectivas ocultas que permitan ver la teología desde una nueva perspectiva.
3. Teología que desafía y deconstruye límites, particularmente con respecto a la identidad sexual y de género.

La teología queer incluye la identidad sexual y de género de los individuos y permite a la comunidad LGBTQ reclamar su espacio en el cristianismo. Además, según Jennifer Purvis, "queer" significa no solo una variedad de géneros variados y sexualidades no heterosexuales, sino una postura de resistencia, actitud de cuestionamiento y un conjunto de técnicas y enfoques. Por esa razón, la teología queer nos llama a pensar más allá de lo que se puede saber, disciplinar y controlar y nos pide que volvamos a aceptar nuestro conocimiento queer.
El término se remonta a la década de 1990, cuando J. Michael Clark propuso el término "teología gay pro feminista" y Robert Goss usó el término "teología queer".

## Teólogos

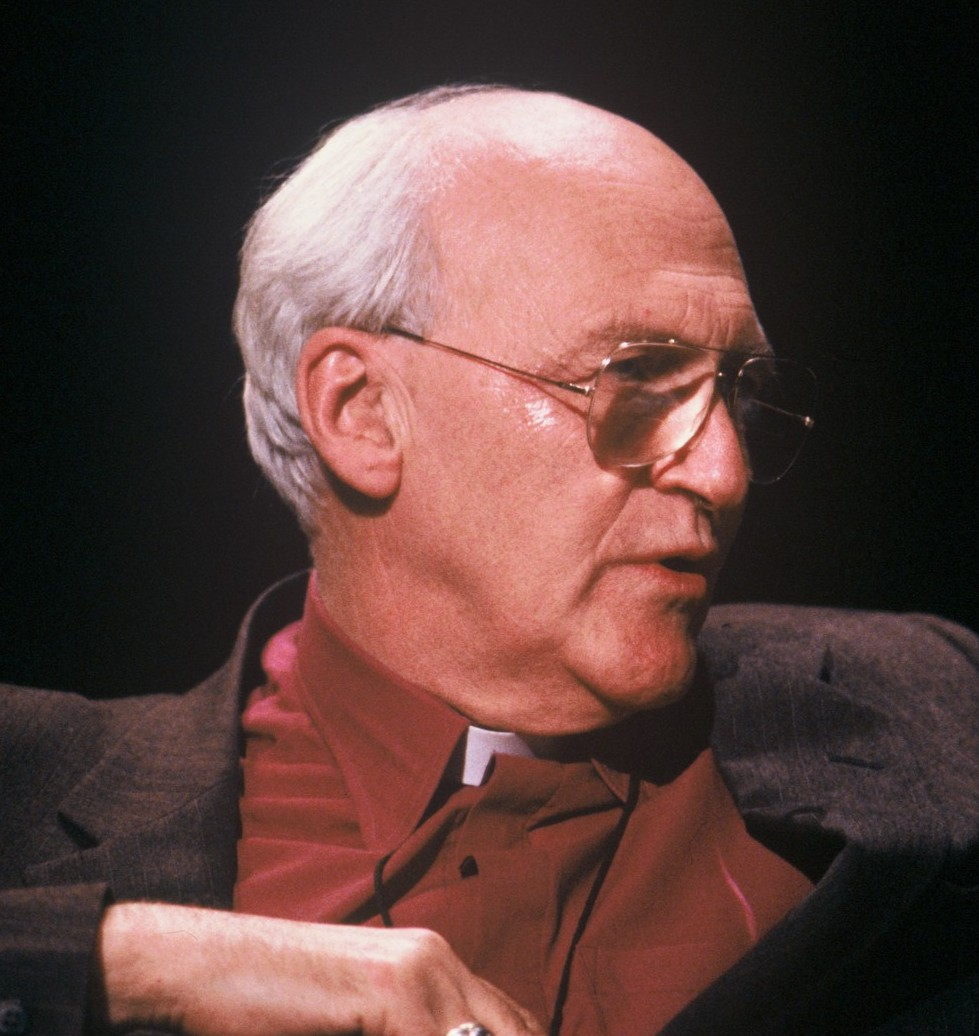
Hugh Montefiore entrevistado en el programa británico de televisión After Dark

### Las opiniones de Hugh William Montefiore sobre la juventud de Jesús
En un artículo leído en la Conferencia de Hombres de Iglesia Modernos en 1967 titulado "Jesús, la Revelación de Dios", Hugh William Montefiore ofrece una interpretación controvertida de los primeros años de la vida de Jesús. Montefiore argumenta que Jesús no era consciente de su vocación como Mesías hasta aproximadamente los treinta años, y esta vocación, por lo tanto, no puede explicar el celibato de Jesús. Aparte de los esenios, el celibato no era una práctica común en la vida judía. Montefiore sugiere que podríamos buscar una razón no religiosa para explicar el celibato de Jesús: 
Los hombres generalmente permanecen solteros por tres razones: porque no pueden permitirse el lujo de casarse o porque no hay chicas para casarse (ninguno de estos factores debe haber disuadido a Jesús); o porque no les convenía casarse a la luz de su vocación (ya lo hemos descartado durante los "años ocultos" de la vida de Jesús); o porque son de naturaleza homosexual, en la medida en que las mujeres no son especialmente atractivas para él. La explicación homosexual es una que no debemos ignorar.

Montefiore encuentra la explicación de que Jesús era homosexual consistente con su identificación con los pobres y los oprimidos: 
Todos los evangelios sinópticos muestran a Jesús en una relación cercana con los "forasteros" y los no amados. Publicanos y pecadores, prostitutas y delincuentes se encuentran entre sus conocidos y compañeros. Si Jesús fuera de naturaleza homosexual (y esta es la verdadera explicación de su estado de celibato), esto sería una prueba más de la autoidentificación de Dios con aquellos que son inaceptables para los defensores de "El establecimiento" y las convenciones sociales.

### Marcella Althaus-Reid

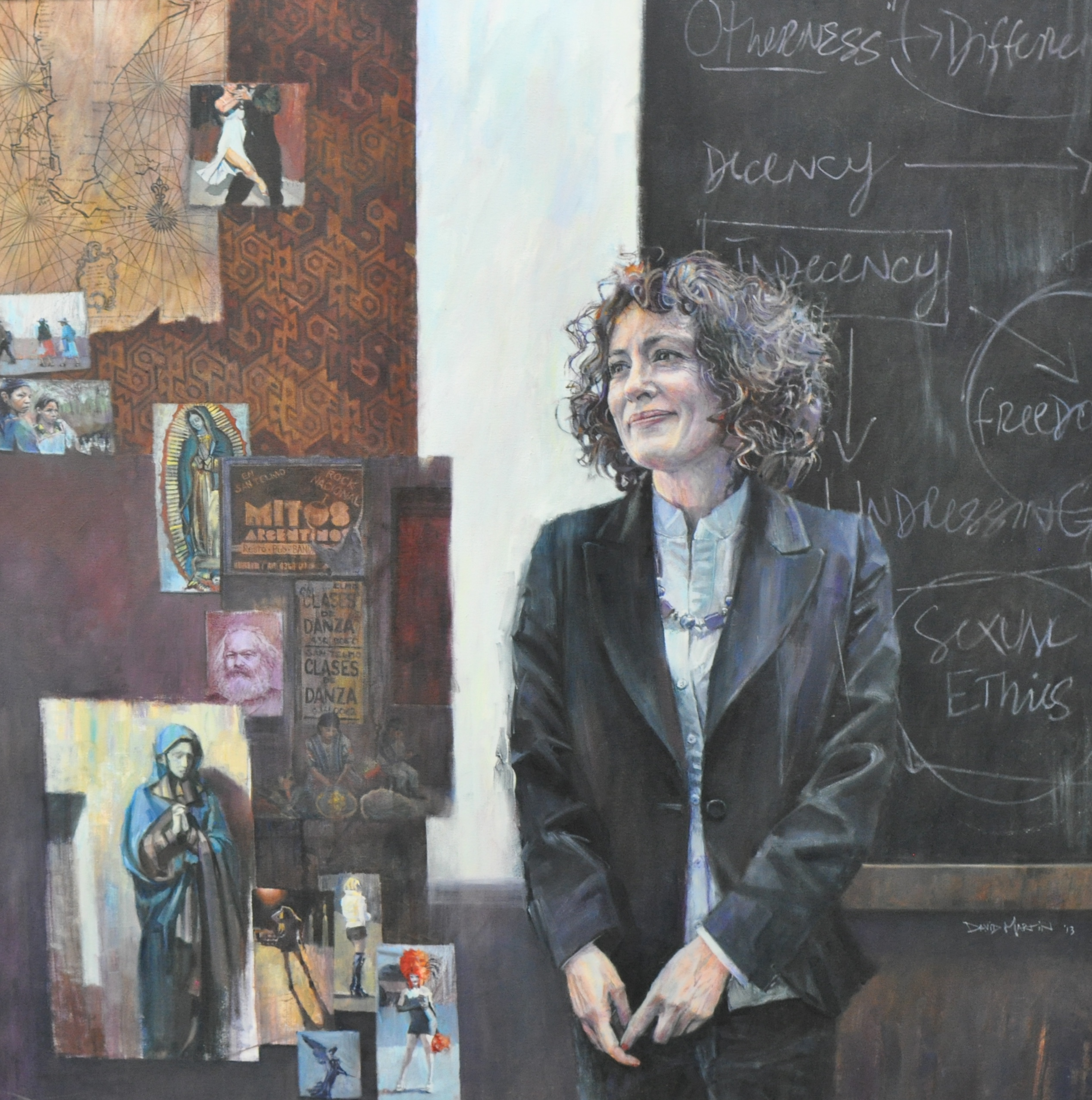
Retrato de Marcella Althaus-Reid dedicada al nombramiento de la sala Althaus-Reid en New College, Edimburgo

Una defensora de la teología queer fue Marcella Althaus-Reid, quien se basó en la teología de la liberación latinoamericana e interpretó la Biblia de una manera que ella consideraba positiva para las mujeres, las personas queer y el sexo. Ella propuso una teología que se centraba en las personas marginadas, incluidas las personas pobres y las personas queer. Para Althaus-Reid, la teología debería estar conectada con el cuerpo y la experiencia vivida. Ella lo puso de esta manera:
Las teologías sexuales indecentes [...] pueden ser efectivas siempre que representen la resurrección de lo excesivo en nuestros contextos y una pasión por organizar las transgresiones lujuriosas del pensamiento teológico y político. El exceso de nuestras vidas hambrientas: nuestra hambre de comida, hambre por el contacto de otros cuerpos, por amor y por Dios. [...] [Solo] en el anhelo de un mundo de justicia económica y sexual juntos, y no subordinados entre sí, puede tener lugar el encuentro con lo divino. Pero este es un encuentro que se encuentra en la encrucijada del deseo, cuando uno se atreve a abandonar el orden ideológico de la norma generalizada heterosexual. Este es un encuentro con la indecencia y con la indecencia de Dios y el cristianismo.

Un tema en la teología de su The Queer God (Routledge, 2003) es la santidad del club gay, mientras explora la intersección y la no contradicción esencial de una vida de fe y un deseo sexual fuertes y vibrantes. Un ejemplo de encontrar otredad y deseo en los textos bíblicos es su lectura de Jeremías 2: 23–25 del hebreo:
[...] un camello joven que se desvía de su camino: una loca salvaje acostumbrada al desierto, olfateando el viento en su lujuria. ¿Quién puede repeler su deseo? Y dijiste, ¡no! Yo amo a los extraños, lo diferente, lo desconocido, el Otro, y los seguiré.

### John J. McNeill

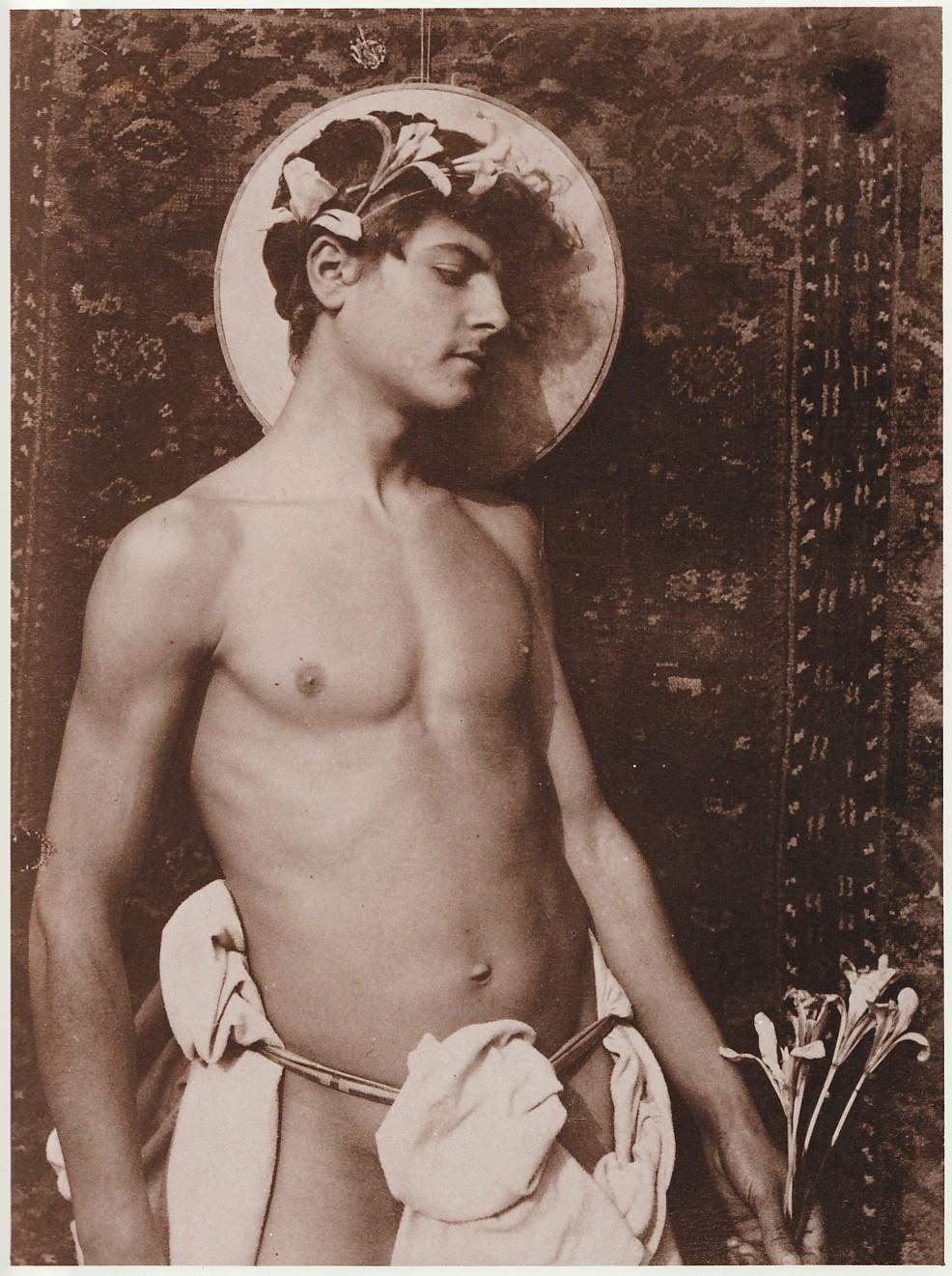
"El mártir cristiano" por Wilhelm von Plüschow

John J. McNeill fue un sacerdote jesuita abiertamente gay y un defensor conferencista de la teología queer. Su trabajo se enfoca en impulsar una nueva y cambiante estructura cristiana que sea verdaderamente inclusiva de los cristianos homosexuales y lesbianas. Él destaca la importancia de reconocer cuán lejos ha llegado la mentalidad cristiana en su visión de la homosexualidad, pero cree que hay un largo camino por recorrer. McNeill argumenta que no es suficiente exigir aceptación sino luchar por una Iglesia que brinde una comunidad que permita el enriquecimiento espiritual y moral de los cristianos gays y lesbianas. Esta inclusión se puede lograr comprometiéndose y permitiendo que los cristianos gays y lesbianas no sólo participen en dicha comunidad, sino que sean líderes en el ministerio.
Los homosexuales dentro de la Iglesia tienen la obligación de organizarse e intentar dialogar con las autoridades de la Iglesia. Las autoridades eclesiásticas, a su vez, deberían mostrar un ejemplo en términos de comportamiento justo hacia la minoría homosexual al mostrar una disposición activa para escuchar, entrar en diálogo y buscar formas de resolver cualquier injusticia que resulte clara como resultado del diálogo. Es sólo a través de un diálogo de este tipo que el proceso puede comenzar a separar las verdaderas implicaciones de la fe y la moral cristiana para el homosexual de los malentendidos y prejuicios del pasado.
El libro de McNeill The Church and the Homosexual (Beacon Press, 1976) aborda la teología queer en tres secciones: una historia de la relación entre la homosexualidad y la tradición católica, descubriendo a dónde pertenece la homosexualidad en una reestructurada teología moral tradicional y los cambios necesarios en el ministerio cristiano moderno que permitirá a los cristianos gays y lesbianas avanzar en su fe.